# Von Beneckendorff und von Hindenburg

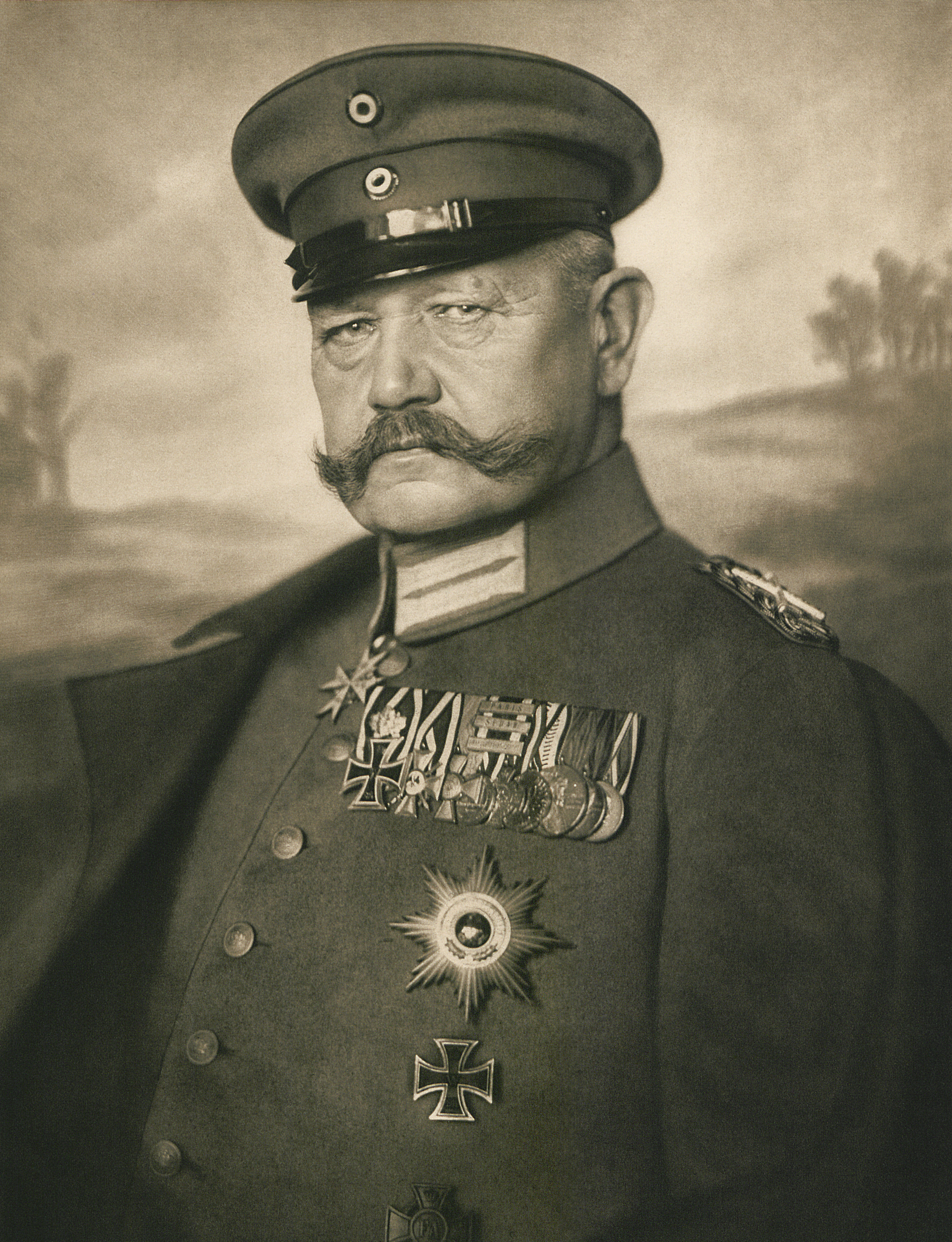
Paul von Hindenburg

Von Beneckendorff und von Hindenburg is een oud-adellijk Duits geslacht dat vooral bekend werd door de rijkskanselier onder Hitler, Paul von Hindenburg.

## Geschiedenis
Naamdragers van dit oude geslacht komen voor het eerst in oorkondes voor in 1312 en 1319 in Altmark. De bewezen stamreeks begint echter met Hans Benckendorpe die vanaf omstreeks 1450 heer van Alt-Klücken was. In 1789 vond wapenvereniging plaats met het oud-adellijke geslacht von Hindenburg en naamswijziging tot Von Beneckendorff und von Hindenburg, volgend op een erfenis van een Von Hindenburg aan zijn neef Von Beneckendorff, op voorwaarde dat die neef de naam van de erflater ook zou aannemen. De meeste telgen gebruikten daarna veelal alleen de naam Von Hindenburg.
In 2014 was de oudste linie Herrmannsthal in 2005 in mannelijke lijn uitgestorven. Alleen de jongste linie, Neudeck, kende nog mannelijke telgen, afstammend van de rijkspresident. Het landgoed Neudeck ging na de Tweede Wereldoorlog, als liggend in Polen, voor het geslacht verloren.
In 2014 leefden nog vijf mannelijke telgen van wie de toenmaals nog levende chef de famille (1928-2016) die tevens auteur was van het in 2014 opgenomen artikel over zijn geslacht in het GHdA.

## Enkele telgen
Paul Ludwig Hans von Beneckendorff und von Hindenburg (1847-1934), rijkspresident
- Oskar Wilhelm Robert Paul Ludwig Hellmuth von Beneckendorff und von Hindenburg (1883-1960), luitenant-generaal
  - Hubertus von Beneckendorff und von Hindenburg (1928-2016), landeigenaar, voorzitter van de Raad van Bestuur van een machinefabriek
    - Dr. Johann Friedrich (Hannfried) von Beneckendorff und von Hindenburg (1965), werkzaam bij de Wereldbank, sinds het overlijden van zijn vader chef de famille; trouwde in 2007 met de Amerikaanse prof. dr. Anisha Ana Abraham (1969), doctor in de medicijnen
      - Nick von Beneckendorff und von Hindenburg (2008), vermoedelijke opvolger als chef de famille